# Creacionismo del vacío temporal
El creacionismo del vacío temporal (también conocido como creacionismo de ruina y restauración, creacionismo de restauración, o «la Teoría del Vacío») es una forma antigua de creacionismo de la Tierra que postula que el periodo de creación de seis días yom, como se describe en el Libro de Génesis, implicó seis días literales de 24 horas (luz es el «día» y la oscuridad es la «noche», como especificó Dios), pero que, en los versos primero y segundo de Génesis, entre dos creaciones distintas hubo un hiato de tiempo, del cual la teoría declara explicaría muchas observaciones científicas, incluida la edad de la Tierra. Difiere de creacionismo en un día, el cual postula que los 'días' de la creación eran de periodos mucho más largos (miles o millones de años), y del creacionismo de Tierra joven, el cual a pesar de estar de acuerdo respecto a los seis días literales de 24 horas de creación, no postula vacío de tiempo.

## Historia
Mucho antes del estudio moderno de la geología, escritores de la iglesia temprana han examinado el texto bíblico y consideraban la idea que entre Gen. 1:1 y 1:2 había un periodo indeterminado en el que el mundo creado cayó en el caos.[cita requerida] A menudo se enlaza con la idea que el reino angélico se le confió originalmente con poder sobre la Tierra que concluyó con la traición de aquella confianza cuando unos siguieron a Satanás en rebelión contra Dios.[cita requerida] Papías de Hierápolis (c. 60-c. 130 AD) escribió: «A algunos de ellos [ángeles] les dió dominio sobre el arreglo del mundo, y les encargó que ejercitaran su dominio también... pero sucedió que su arreglo llegó a nada.»
El cardenal del siglo XX Jean Danielou explica: «Andreas de Caesarea nos dice que Papías enseñó que Dios había conferido en ciertos ángeles la tarea de administrar la Tierra, y que traicionaron esa confianza.» En el siglo III, Orígenes de Alejandría (c. 184-c. 253), en su Homilia de Génesis, en Gen. 1:1 y Gen. 1:2, que había dos creaciones y, entre los dos, un vacío de tiempo: la primera era un reino espiritual; la segunda, un reino físico, a pesar de que no estaba completamente seguro que esa creación hubiera sido previa. San Jerónimo (c. 347-420) escribió que Orígenes enseñó que existió un mundo anterior al nuestro, y otro existirá después, y así sucesivamente, en progresión constante.
Para el periodo medieval era aparentemente un asunto familiar. El escritor católico flamenco Hugo de San Víctor (1097-1141), en referencia a Gen. 1:1 y 1:2:, escribió: «hasta ahora, quizás bastante ya ha sido debatido en estos asuntos. Si pudiéramos añadir solo ¿cuánto tiempo el mundo permaneció en este desorden antes que el orden regular fue puesto en mano? Pero la escritura no muestra claramente cuánto tiempo continuó en este estado de confusión.» Santo Tomás de Aquino, en su Summa Theologica, analizó estos versos y escribió: «parece mejor mantener la perspectiva de que la creación de los cielos y la tierra fue con anterioridad a cualquiera de los días, literalmente antes de los días.»; es decir: hubo primero la creación de la Tierra, y luego los enumerados «días de la creación».
El teólogo jesuita francés Denis Petau (1583-1652), refiriendóse al vacío de tiempo implicado entre Gen. 1:1 y 1:2, escribió: «La cuestión de qué tan grande intervalo hubo, no es posible, excepto por inspiración, el obtener conocimiento de él.» El filósofo católico Benedict Pereira (1535-1610) escribió: «incluso antes del último día, los cielos y los elementos fueron hechos subsiguientes a la substancia, no obstante, no fueron perfeccionados, completamente fabricados, hasta el periodo de seis días. Sin importar qué tanto duró ese día más oscuro del mundo, si duró un día o más de un día o menos de un día no me es claro a mí o a cualquier otro mortal, a no ser que uno sepa de forma divina.»
A finales del siglo XVIII y la primera mitad del siglo XIX, el creacionismo de vacío se volvió cada vez más atractivo, debido a que la recientemente establecida ciencia de la geología había determinado que la Tierra era mucho más antigua que las interpretaciones comunes del Génesis y la geología de inundaciones basada en la Biblia permitían saber. El creacionismo de vacío permitía a los geólogos religiosos (que constituían la mayoría de la comunidad geológica en aquel tiempo) para conciliar su fe en la Biblia con la nueva autoridad de la ciencia. Según la doctrina de la teología natural, la ciencia en este periodo era considerada una segunda revelación, la palabra del dios en la naturaleza así como en las escrituras, así que las dos no podrían contradecirse mutuamente.
Desde 1814, el creacionismo del vacío temporal fue popularizado por Thomas Chalmers, quien atribuyó el concepto al teólogo holandés arminiano del siglo XVII Simón Episcopius. Chalmers escribió: Mi propia opinión, como fue publicada en 1814, es que [Genesis 1:1] no forma parte del primer día, sino que se refiere a un periodo de antigüedad indefinida cuando, de la nada, Dios creó los mundos. El comienzo de la labor del primer día lo tengo como el movimiento del espíritu de Dios sobre la faz de las aguas. Podemos permitir a la geología el tiempo más amplio... sin infrigir siquiera en las literalidades del récord Mosaico.
Chalmers devino en profesor de divinidad en la Universidad de Edimburgo, fundador de la Iglesia libre de Escocia, y autor de uno de los tratados de Bridgewater. Otros proponentes tempranos fueron William Buckland, profesor de Geología de la Universidad de Oxford y colegas académicos de Bridgewater, Sharon Turner y Edward Hitchcock.
Obtuvo atención extendida cuando, en la influyente Biblia anotada de Scofield, de 1917, en las notas de referencia para Génesis, se discutió prominentemente un «segundo acto creativo».